# 戰地風雲2042
《戰地風雲2042》（又译作）是一款由DICE開發并由EA发行在Microsoft Windows、Xbox One、Xbox Series X/S、PlayStation 4和PlayStation 5等平台上的第一人称射击游戏。本作是《战地》系列的正统续作，本作发生的时间点将是在《战地4》之后，背景将会设定在近未来的2042年。游戏的Windows、PS5以及Xbox Series X/S版本将支持最多128人同时在线对战，而PS4和X1版本将最多仅支持64人同时在线对战；同时本作将取消单人战役模式，也不会有大逃杀模式，亦以新的專家系統取代前作的兵種系統，3.2版本更新后，兵种系统重回游戏。
游戏于2021年6月9日正式公布，於2021年11月19日发售。游戏支持繁简中文游戏内容以及中文配音。游戏发售后因为过多的BUG和设计不平衡而受到玩家的差评，在Steam网络商店收到超过3万份差评，一度成为该平台口碑最差的游戏之一。2022年6月，战地2042更新第一赛季后，游戏在steam商店上的评价有所回暖，从“多半差评”变为“褒贬不一”。
2024年4月9日宣布，第 7 季結束後，不再提供官方賽季，但將繼續透過新的遊戲內挑戰、活動、模式，還有持續的更新維護來經營遊戲。

## 背景
人類在2030年代受極端天氣、糧食及燃料短缺、經濟大蕭條、歐盟解體等影響下走到戰爭邊緣。流離失所並有著各式背景的人們組成雜牌軍，人們稱他們為「未歸化者（英語：Non-Patriated）」，而他們自稱「未歸者（英語：No-Pats）」。在出現大量革命性發明後，2037年的社會嘗試適應新常態，但多達12億的未歸者成為各國無法忽略的重大議題。
2040年，不明原因引發，令地球失去70%的人造衛星。後來的大停電令網路、導航、監視、風暴預測系統等停止運作，未經證實的來源亦指停電造成的供應鏈停滯導致至少十萬人死亡。本已爆發摩擦的美俄互相指責，亦有人指責未歸者。而未歸者為了自保，當中受過戰鬥訓練的人組成「特遣隊」。多年來的問題令美俄間爆發影子戰爭，並為了事後推卸責任而互相派出特遣隊。
2042年，玩家身為未歸者的一份子，不為國家，而為未來而戰。
由於本作未有戰役模式，玩家將透過季度更新探索遊戲背景。

## 專家[9]
《戰地風雲2042》與以往不同戰地系列，採用專家兵種混合系統。將專家分入四大兵種之中。專家系統讓每個角色擁有獨特的專長和特性。與系列兵種系統不同之處在於，玩家不再受兵種限制可選擇的主武器、副武器。本作可用的專家包括：
| 兵種   | 專家姓名                                        | 背景 |
| ------ | ----------------------------------------------- | --- |
| 突擊兵 | 韋伯斯特·麥凱 Webster MacKay                    | 未歸者突擊兵。加拿大出生的前軍人，擅長獨自求生。為彌補軍旅生涯的悔恨而加入未歸者。 |
| 突擊兵 | 拉希德·扎因 Rasheed Zain                        | 堅忍不拔、善良，是小隊的無價資產。突擊兵未歸化者拉希德·扎因在充滿挑戰的生活中鍛練得堅強無比，他不會允許任何事物阻止他——混亂的戰場也不例外。                                                                                                   |
| 突擊兵 | 聖地亞哥·埃斯畢諾沙 「推土機」Santiago Espinoza | 出生於墨西哥，推土機以非法移民的身分來到美國，並且選擇透過加入美軍來獲得公民資格。可惜，一波波大規模的難民遷徙浪潮，導致軍方開始改變立場，於是聖地亞哥便從他冒死捍衛的國家被遣返回國。                                                        |
| 突擊兵 | 艾瑪·羅西爾 「日舞」Emma Rosier                 | 日舞是個喜歡活在生死邊緣的人。作為一個技術高超且無所畏懼的對手，她曾活過兩段截然不同的人生：一段是在法國陸軍中擔任模範士兵，另一段則發生得更早也更黑暗，那就是在巴黎的主要犯罪集團擔任備受信賴的同夥。                                        |
| 工程兵 | 彼得·古斯科夫斯基 「波利斯」 Pyotr Guskovsky "Boris"  | 未歸者工兵。俄羅斯出生的武器專家。 |
| 工程兵 | 查理·克勞福 「麥克」CharlieCrawford             | 說到軍火或資訊交易，查理·克勞福可說是無與倫比。他的魅力和人脈對未歸化者很有用——前提是他們可以信任他。克勞福總是處處算計，他很聰明又野心勃勃，願意為達成目的不擇手段。                                                                         |
| 工程兵 | 艾弗莉娜·里斯 Ewelina Lis                       | 艾弗莉娜·里斯是名符其實的反載具專家，她出生於格但斯克，並在 21 歲時加入波蘭的菁英特戰小組（GROM）。里斯是一名能克服任何障礙（或將其炸成碎片）且奮戰不懈的桀傲榮譽戰士。                                                                       |
| 支援兵 | Maria Falck                                     | 未歸者支援兵。為尋找兒子而加入未歸者。 |
| 支援兵 | 康斯坦丁·安赫爾 「天使」Constantin Anghel       | 身為技工之子，康斯坦丁從小就喜歡把東西拆散，然後再重新組裝。 |
| 支援兵 | Kimble Graves "Irish"                           | 前海軍陸戰隊「墓碑」小隊成員，大出走號（MFS-04 Exodus，為一艘阿利·伯克級驅逐艦）指揮官。以領導和戰鬥技能保護大出走號上的未歸者，有一名同在大出走號上的兒子歐瑪爾（Omar）。其兒子曾被他的前「墓碑」隊友克萊頓·派克斯基（Clayton Pakowski）捨命相救。 |
| 偵查兵 | Wikus van Daele "Casper"                        | 未歸者偵察兵。內向且不容易與人親近，有著為世界而戰的決心。 |
| 偵查兵 | 納文·拉歐Navin Rao                              | 拉歐是未歸化特遣隊中最有技術頭腦的人，他年輕時研讀了電子和工程知識，同時還患有一種會全身無力的疾病。 |
| 偵查兵 | 白智秀 Ji Soo Paik                              | 不只運動能力超群，也有著積極的競爭意識，白跟隨了她祖父的腳步，加入了軍中，她也很快受到大韓民國特種部隊的招募，加入了專門進行秘密滲透行動的單位。                                                                                              |
| 偵查兵 | 卡蜜拉·布拉斯科 Camila Blasco                   | 聰明，有紀律，並為正確的事而奮鬥。卡蜜拉．布拉斯科是一位設伏專家，能利用她的偵察訓練和戰術裝備在環境中移動，而不被發現。 |

## 地圖[10]
《戰地風雲2042》的遊戲模式最多可容納128人，因此本作地圖大更為巨大以容納更多戰鬥區域，並讓載具成為遊戲更重要的一部分。而在PS4和X1版本上則會改用為64人最佳化的地圖。每個地圖皆有其背景故事，並在「未歸化者之旅」中透過記者Kayvan Bechir敍述。
本作地圖亦有著動態天氣系統，讓玩家可利用龍捲風、沙塵暴等劇烈天氣現象影響戰鬥。本作的地圖遍佈全球，包括：
| 地圖名稱                  | 所在地           | 背景 |
| ------------------------- | ---------------- | --- |
| Orbital                   | 法屬圭亞那庫魯   | 火箭發射場。地圖會出現風暴。因2040年克賽勒效應事件，美俄皆想把軍用設備重新發射上太空，而因海平面上升失去卡納維爾角的美國被猜測打算利用此舊歐盟火箭發射場。                         |
| 沙漏 Hourglass            | 卡達杜哈         | 遺城。地圖會出現沙塵暴。因石油挖盡、政府不作為而無法抵抗沙漠化，成為埋在沙中的遺城。                                                                                     |
| 萬花筒 Kaleidoscope       | 韓國松島國際都市 | 摩天大廈城市。在2040年大停電後，位於松島的「大成電子」利用其「K-Net」解決了全球通訊，並使全球60%的資訊流入此處的量子資料中心，成為美、俄及未歸者間情報戰的重要目標。     |
| Manifest                  | 新加坡布拉尼島   | 美軍補給碼頭。地圖會出現熱帶風暴。2030年代中，新加坡為抵抗海平面上升而建造了巨型海堤，保護此處的AI貨櫃配送系統，亦令此處成為全球貿易中心。                               |
| Discarded                 | 印度阿朗         | 船隻擱淺地。地圖會出現風暴。因經濟大蕭條導致航運衰退而成為拆船地，其中有原定拆除的船艦在此轉售未歸者，此行為被稱為「魔術」。                                             |
| Breakaway                 | 南極洲毛德皇后地 | 石油開採區。地圖中破壞石油開採設施會引發大火。俄羅斯違反國際條約設立的石油開採區，處理量達每日4000桶，被稱為「世界盡頭加油站」。「脫離」亦為《戰地風雲》有史以來最大的地圖。 |
| Renewal                   | 埃及東部沙漠     | 「辛塞科農業技術公司」透過基因改造作物及沙漠灌溉技術，以及利用埃及廉價未歸者勞工在此成立了被巨牆保護的農業技術中心，當地人稱其為「阿爾哈逸」（Al-Hayit，意指）。     |
| 曝光Exposure              | 加拿大洛磯山脈   | 美國位於加拿大洛磯山脈的研究中心，在被土石流沖刷過後內部的研究設施露出。                                                                                                 |
| 擱淺 Stranded             | 巴拿馬加通湖     | 一艘在干涸的湖中搁浅的货轮，该货轮的内部被改造成非法走私武器交易处。 |
| 突擊先鋒 /急先锋Spearhead | 瑞典拉普兰       | 深入瑞典的荒野，其中包含兩座全自動化大型工廠，以及未經開發的地域。 |
| 閃燃點/闪点 Flashpoint    | 南非理查德斯维德 | |
| 復甦/重生 Reclaimed       | 捷克             | |
| 删隐地区/绝杀禁区Redacted | 苏格兰           | |
| 避难所/避風港 HAVEN       | 智利阿塔卡马沙漠 | |

除上述7張的本作地圖外，《戰地風雲2042》亦透過新的戰地風雲入口模式加入了共6張分別來自《戰地風雲1942》、《戰地風雲：惡名昭彰2》和《戰地風雲3》的地圖，並以新的Frostbite引擎重新製作成與《戰地風雲2042》同等的視覺效果。

## 遊戲模式
《戰地風雲2042》只有多人遊戲模式，但玩家亦可選擇在全AI玩家的環境下獨自遊玩不同模式。本作中玩家可在三種狀態下遊玩，分別為：
- 多人模式：玩家對玩家，並以AI玩家補齊64／128人
- 合作模式：玩家組隊對抗AI玩家
- 單人模式：玩家單人對抗AI玩家

而在本作中可遊玩的模式為：
- 全面戰爭（All Out Warfare）：包括征服（Conquest）及突破（Breakthough）模式。在征服模式中，由於地圖巨大，地圖劃分為多個較小的區域（Sector），而每個區域皆有著自己的數個控制點。而在突破模式中，玩家分為進攻方和防守防搶奪較大面積區域。
- （Hazard  Zone）：以團隊為基礎的新模式，目前已停止內容更新，將不再有新內容加入。
- （Battlefield Portal）：由DICE LA開發的新模式，形容為「給舊玩家的情書」[8]。以社群為基礎，供玩家自由設計隊伍、勝利條件、可用武器等細節。除了使用本作的內容，亦能使用《戰地風雲1942》、《戰地風雲：惡名昭彰2》和《戰地風雲3》的內容，並互相搭配[12]。

## 武器
與前作一樣，《戰地風雲2042》有著大量不同武器及載具供玩家利用。另外，戰地風雲入口模式中亦能使用前作《戰地風雲1942》、《戰地風雲：惡名昭彰2》和《戰地風雲3》的武器及載具。
本作中的槍械可透過「Plus 系統（英語：Plus System）」進行即時配件改裝以應對不同戰鬥。「Plus 系統」可讓玩家在彈匣、瞄具、槍口裝置及前握把中各設定三個配件，在戰鬥中隨時更換。另外本作採用的專家系統亦未再限制玩家使用不同角色時可選擇的武器、投擲物等道具。
另外加入了載具召喚功能，玩家可以召喚並將載具空投至地圖上。部分多人載具可讓數名玩家操作載具上的不同炮塔。

## 賽季
賽季持續約3個月的時間，每個賽季都會推出新的專家以及地圖、武器、載具。
根據DICE公告，在第四賽季推出了最後一位專家，第七赛季为最后一个官方赛季。
| 賽季 | 名稱                       | 更新日期（GMT+08:00） | 全新地圖                     | 全新專家                        | 全新武器                                                        | 全新載具                  |
| ---- | -------------------------- | --------------------- | ---------------------------- | ------------------------------- | --------------------------------------------------------------- | ------------------------- |
| 1    | 關鍵時刻 (Zero Hour)       | 2022年6月9日          | 曝光 (Exposure)              | 艾弗莉娜·里斯 (Ewelina Lis)     | 造鬼者 R10、BSV-M                                               | RAH-68 休倫、YG-99 漢尼拔 |
| 2    | 武器大師 (Master of Arms)  | 2022年8月30日         | 擱淺 (Stranded)              | 查理·克勞福 (CharlieCrawford)   | AM40、PF51、阿凡希斯輕機槍                                      | Polaris RZR、EBLC-RAM     |
| 3    | 全面升級 (Escalation)      | 2022年11月22日        | 突擊先鋒/急先锋(Spearhead)   | 拉希德·扎因(Rasheed Zain)       | NVK-S22智能霰彈槍、羅氏MK-4                                     | EMKV90-TOR 坦克           |
| 4    | 分秒必爭 (Eleventh Hour)   | 2023年2月28日         | 閃燃點/闪点 (Flashpoint)     | 卡蜜拉·布拉斯科 (Camila Blasco) | RM68 突擊步槍、AC9 衝鋒槍、RPT-31 輕機槍、緊湊型超級 500 霰彈槍 | CAV-鬥士                  |
| 5    | 新黎明 (New Dawn)          | 2023年6月7日          | 復甦/重生(Reclaimed)         |                                 | XCE 手動槍機步槍、GEW-46 突擊步槍、BFP.50 大口徑手槍            |                           |
| 6    | 黑暗创造物(Dark Creations) | 2023年10月10日        | 絕殺禁區/删隐地区 (Redacted) |                                 | VHX-D3 AR、L9CZ 和 G428 精确射手步枪                            | 蜻蜓                      |
| 7    | 轉捩點 (Turning Point)     | 2024年3月19日         | 避难所/避風港 （HAVEN）      |                                 | SCZ-3、AK 5C、DFR 纷争、“捕食者”短程突击武器                    | XFAD-4 德鲁格             |

## 争議
2022年2月，有玩家在请愿网站change.org上发起退款请愿书，并表示EA虚假宣传、未兑现承诺、游戏BUG等问题影响玩家游戏体验，签署此请愿书相当于“我希望我能得到退款”，截至2022年4月10日，该情愿书的签署人数已经超过23万人次。但需注意的是该网站并不要求投票者提供拥有《战地风云2042》的证明，其结果仅供参考。
2022年5月，遊戲0.4.1更新中永久移除了128人的突破模式，并取消了危險區域模式的內容更新。第一赛季的新地图“曝光”成为了最后一张支持危险区域模式的新地图。
| 汇总媒体   | 得分                                   |
| ---------- | -------------------------------------- |
| Metacritic | (PC) 68/100 (PS5) 63/100 (XSXS) 61/100 |

| 媒体          | 得分   |
| ------------- | ------ |
| Destructoid   | 6/10   |
| 电子游戏月刊  | [ 20 ] |
| GamesRadar+   | [ 21 ] |
| GameSpot      | 7/10   |
| HardcoreGamer | 3/5    |
| IGN           | 7/10   |
| Jeuxvideo.com | 18/20  |
| PCGamesN      | 7/10   |
| 个人电脑杂志  | [ 27 ] |
| Push Square   | [ 28 ] |
| Shacknews     | 5/10   |
| 衛報          | [ 30 ] |
| VG247         | [ 31 ] |

## 外部連結
- 官方网站